# Njinga, Rainha de Angola

Njinga, Rainha de Angola (« Njinga, Reine d'Angola ») est un film biographique angolais de 2013 réalisé par Sérgio Graciano et écrit par Joana Jorge. Le film raconte l'histoire de la guerrière africaine Njinga du Ndongo et du Matamba (Ana de Souza, c. 1583 – 1663), reine du royaume de Ndongo et du royaume de Matamba dans l'actuel Angola. Le film est sorti dans les salles angolaises le 8 novembre 2013 . Au Brésil, il a été montré le 12 mars 2014 et au Portugal le 10 juillet 2014. Le film, une charge contre le colonialisme portugais, a connu un grand succès en Afrique.

## Distribution
- Lesliana Pereira : Njinga
- Ana Santos
- Érica Chissapa (pt) : Kifunji
- Sílvio Nascimento : Jaga Kasa Cangola
- Miguel Hurst (pt) : Njali
- Jaime Joaquim : Mbandi
- Orlando Sérgio : Jaga Casacassage
- Álvaro Miguel : Kilwanji
- Ana Almeida : Kambo
- Joicelino Bembo
- Yani Bembo
- Bruno Bravo : Père Capuchinho 1
- Miguel Costa (pt) : Père Capuchinho 2
- Cristina Cunha (pt) : Dona Ana
- Miguel Damião (pt) : Gouverneur César de Menezes
- António Durães (pt) : Gouverneur Mendes de Vasconcelos
- José Fidalgo (pt) : Capitaine António Vargas
- António Fonseca : Bento Banha Cardoso
- Pedro Giestas (pt)
- Mendes Lacerda : Manilungo Mbandi
- Philippe Leroux : Piet Houtbeen
- Margarida da Costa Levy : Ndeusa
- Fernando Mailoge : Nguri
- Emanuelson Manuel : Ngola Ari
- Rui Melo : João Correia de Sousa
- Ricardo Monteiro
- Osvaldo Moreira : Tendala du Roi
- Joaquim Nicolau (pt) : Capitaine portugais
- Fernando Nobre : Rui de Araújo
- Paulo Pinto : Payo Azevedo
- Pedro Rodil
- Carlos Saltão : Capitaine
- Luís Miguel Simões : Capitaine Gomes Machado
- Yolanda Viegas : Nganguela Kakombe
- Nelson Raposo : soldat